# گورستان اسلامی می‌شیه
گورستان اسلامی می‌شیه مربوط به دوران‌های تاریخی پس از اسلام است و در شهرستان رضوانشهر، بخش پره سر، روستای بارگام واقع شده و این اثر در تاریخ ۲ آبان ۱۳۸۲ با شمارهٔ ثبت ۱۰۵۹۷ به‌عنوان یکی از آثار ملی ایران به ثبت رسیده است.